# Anna-Maria Hochhauser

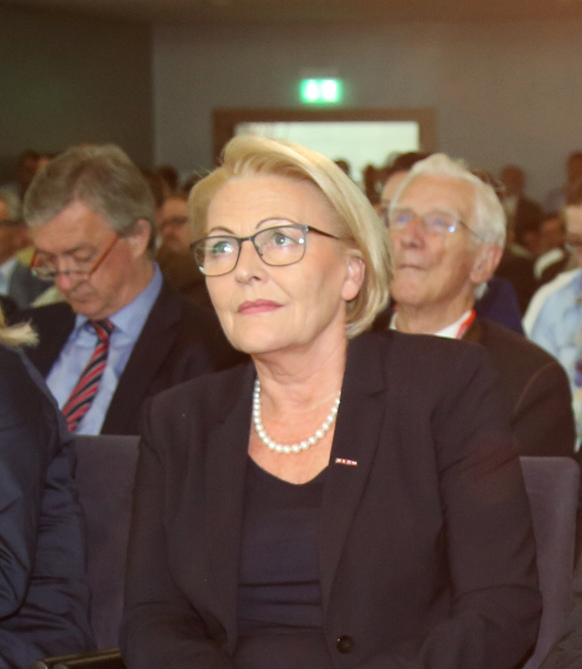
Anna-Maria Hochhauser (2015)

Anna-Maria Hochhauser (* 8. Juli 1956 in Niederwaldkirchen, Oberösterreich) ist ehemalige Generalsekretärin der Wirtschaftskammer Österreich (WKO).

## Ausbildung und Karriere
Anna-Maria Hochhauser trat im September 1971 in den Dienst des Landes Oberösterreich ein. Während ihrer Karenzierung nahm sie an der Johannes Kepler Universität Linz das Studium der Rechtswissenschaften auf, welches sie 1991 mit der Sponsion zur Magistra iuris beendete.
Von Februar 1992 bis Juli 2000 war sie im Büro von Landeshauptmann-Stellvertreter Christoph Leitl tätig, ab Jänner 1998 als Büroleiterin. Ab Juli 2000 leitete sie das Büro des Präsidiums der Wirtschaftskammer Österreich und ab Jänner 2003 wurde sie zur Generalsekretär-Stellvertreterin der Wirtschaftskammer Österreich bestellt. Ab September 2004 war sie Generalsekretärin der Wirtschaftskammer Österreich, mit 1. Juli 2018 folgte ihr Karlheinz Kopf in dieser Funktion nach.
Hochhauser ist neben anderen Funktionen Vorstandsmitglied des WIFO und Austrian Standards International sowie Aufsichtsrätin in der Energie AG Oberösterreich. Seit 1997 ist Hochhauser auch Gemeinderätin in der oberösterreichischen Gemeinde Pichl bei Wels.
Bis Ende Februar 2018 war sie Mitglied des Generalrates der Oesterreichischen Nationalbank, in dieser Funktion folgte ihr Bettina Glatz-Kremsner nach.